# Proislandiana
Proislandiana is een geslacht van spinnen uit de familie hangmatspinnen (Linyphiidae).

## Soorten
De volgende soorten zijn bij het geslacht ingedeeld:
- Proislandiana pallida (Kulczyński, 1908)